# Probopyrus markhami
Probopyrus markhami är en kräftdjursart som beskrevs av Roman-Contreras 1996. Probopyrus markhami ingår i släktet Probopyrus och familjen Bopyridae. Inga underarter finns listade i Catalogue of Life.